# Detlef Korte
Detlef Korte (* 5. Mai 1956; † 9. Dezember 1995) war ein deutscher Historiker.

## Leben
Korte war in seiner Jugend Mitglied des Kommunistischen Bundes Westdeutschland (KBW) und gehörte der Anti-Atomkraft-Bewegung an. Er studierte ab 1978 Geschichtswissenschaft an der Christian-Albrechts-Universität zu Kiel, wo er 1990 promoviert wurde. Schon als Student wirkte er im Arbeitskreis für Wirtschafts- und Sozialgeschichte Schleswig-Holsteins mit und war 1983 Mitinitiator der Gründung des Arbeitskreises zur Erforschung des Nationalsozialismus in Schleswig-Holstein (AKENS), der ihn zu seinem Sprecher wählte. Ab 1984 gehörte Korte dem Beirat für Geschichte der Arbeiterbewegung und Demokratie in Schleswig-Holstein an, den er ebenfalls mitbegründet hatte.
Von 1992 bis zu seinem Tod arbeitete Korte als wissenschaftlicher Mitarbeiter am neu gegründeten Institut für schleswig-holsteinische Zeit- und Regionalgeschichte. Korte starb 1995 durch Suizid.
Kortes Wirken, so wurde resümierend charakterisiert, „war geprägt von intensivem politischen Engagement für eine demokratische, gerechte und darin menschliche Gesellschaft, die das Erbe nationalsozialistischer Vergangenheit als Auftrag begreift und die Auseinandersetzung damit aktiv und verantwortungsvoll betreibt.“ Beispielhaft hierfür steht die mit seiner Promotion begonnene Arbeit zur Geschichte des Arbeitserziehungslagers Nordmark, die auf große öffentliche Resonanz stieß.

## Veröffentlichungen
- (mit Margot Knäuper): Bibliographie zum Nationalsozialismus in Schleswig-Holstein (Berichtszeitraum 1945–1985). Neuer Malik-Verlag, Kiel 1987, ISBN 3-89029-903-2.
- Vorstufe zum KZ. Das "Arbeitserziehungslager Nordmark" in Kiel (1944/45). In: Dachauer Hefte. Studien und Dokumente zur Geschichte der nationalsozialistischen Konzentrationslager 5 (1989), S. 3–14 ISSN 0257-9472.
- "Erziehung" ins Massengrab. Die Geschichte des "Arbeitserziehungslagers Nordmark" Kiel Russee 1944–1945. Neuer Malik-Verlag, Kiel 1991, ISBN 3-89029-922-9 (Veröffentlichungen des Beirats für Geschichte der Arbeiterbewegung und Demokratie in Schleswig-Holstein, Gesellschaft für Politik und Bildung Schleswig-Holstein Band 10 ZDB-ID 11313377).

## Nachrufe
- Hans-Georg Pott: Detlef Korte. 5. Mai 1956 – 9.Dezember 1995. In: Lokalberichte, Nr. 25, 1995, abgerufen am 30. September 2017.
- Eckhard Colmorgen, Kay Dohnke: Detlef Korte (1956–1995). In: Informationen zur Schleswig-Holsteinischen Zeitgeschichte, Heft 28, Dezember 1995, S. 3–8, abgerufen am 30. September 2017.
- K.-J. Lorenzen-Schmidt: Detlev [sic!] Korte 1956–1995. In: Rundbrief des Arbeitskreises für Wirtschaft- und Sozialgeschichte Schleswig-Holsteins, Nr. 65, Februar 1996, S. 12–13, (online; PDF 11,2 MB).
- Manfred Jessen-Klingenberg: Detlef Korte, geb. 8. Mai 1956, gest. 9. Dezember 1995. In: Demokratische Geschichte 10 (1996), S. 7–8.
- Stephan Linck: Erinnerung an einen rastlosen Forscher. Vor 25 Jahren starb AKENS-Mitgründer Detlef Korte. Ein persönlicher Rückblick. In: Informationen zur Schleswig-Holsteinischen Zeitgeschichte, Bd. 60 (2020), S. 172–176. Online hier